# Казарян, Ашхарбек Саркисович
Ашхарбек Саркисович Казарян (12 мая 1918 — 3 сентября 1986) — советский военнослужащий, сержант, участник Великой Отечественной войны, Герой Советского Союза. Помощник командира стрелкового взвода 1-й стрелковой роты 1054-го стрелкового Берлинского Краснознамённого ордена Суворова полка, 301-й стрелковой Сталинской ордена Суворова 2-й степени дивизии, 9-го Краснознамённого стрелкового корпуса, 5-й ударной армии, 1-го Белорусского фронта.

## Биография
Родился 12 мая 1918 года в селе Марц ныне Лорийской области Армении в семье рабочего. Армянин.
Образование неполное среднее. Работал стрелочником на железной дороге.
В Красной Армии с 1940 года. Участник Великой Отечественной войны с июня 1941 года. Член ВКП(б)/КПСС с 1944 года.
Помощник командира стрелкового взвода 1-й стрелковой роты 1054-го стрелкового полка (301-я стрелковая дивизия, 9-й стрелковый корпус, 5-я ударная армия, 1-й Белорусский фронт) сержант Ашхарбек Казарян 14 января 1945 года при прорыве сильно укреплённой глубокоэшелонированной обороны неприятеля в районе населённого пункта Червонка (пол. Czerwonka (powiat makowski)), расположенного западнее Магнушева, получил боевую задачу на прикрытие фланга стрелковой роты 1054-го стрелкового полка.
Выполняя приказ командования, сержант Казарян с вверенным ему подразделением повёл наступление вдоль полевой дороги вглубь леса, прикрывая правый фланг своей 1-й стрелковой роты. Но, выйдя на опушку леса, отделение сержанта Ашхарбека Казаряна встретилось с численно превосходящим противником.
Подняв своих бойцов с криком «Ура!», «За Родину!», сержант Казарян с ручным пулемётом ринулся вперёд. Огнём из пулемёта и автомата, забрасывая противника гранатами, а затем перейдя в рукопашную схватку, бойцы отделения сержанта Казаряна уничтожили сорок пять гитлеровцев, своими смелыми и решительными действиями обеспечив стремительное и успешное наступление своей 1-й стрелковой роте.
В ночь на 16 января 1945 года стрелковое отделение под командованием сержанта Ашхарбека Казаряна совершило в составе передового батальона 1054-го стрелкового полка ночной марш-бросок с целью упредить выход неприятеля на заранее подготовленный рубеж. После форсированного марша передовой отряд батальона весьма удачно вышел к мосту с мельницей на реке Равка. Отделение сержанта Казаряна бесшумно и скрытно переправилось по льду на противоположный берег Равки, прошло незаметно через кустарник, напало на вражеский пулемётный расчёт и уничтожило его.
После этого весь стрелковый батальон переправился по мосту, захватил плацдарм и мельницу, превращённую в опорный пункт. Пленные гитлеровцы показали, что оборону занимает специальный крепостной батальон, кроме того, примерно в полутора километрах отсюда, в лесу, остановился подошедший резерв.
Действуя во главе отделения на правом фланге роты против численно превосходящего врага, сержант Казарян обеспечил успешное продвижение пехоты и занятие первых двух вражеских траншей. Лично уничтожил десятки гитлеровцев и два станковых пулемёта.
Указом Президиума Верховного Совета СССР от 27 февраля 1945 года за мужество и героизм, проявленные в наступательных боях и при форсировании реки Пилицы сержанту Казаряну Ашхарбеку Саркисовичу присвоено звание Героя Советского Союза с вручением ордена Ленина и медали «Золотая Звезда» (№ 5621).
После войны старшина Ашхарбек Казарян демобилизован. Жил в Ереване. До ухода на заслуженный отдых работал инженером по снабжению в геологическом управлении.
Умер 3 сентября 1986 года. Похоронен на Тохмахском кладбище (Мемориал «Военное кладбище»).

## Награды
- Медаль «Золотая Звезда» Героя Советского Союза;
- орден Ленина;
- орден Богдана Хмельницкого 3-й степени;
- орден Отечественной войны I степени;
- орден Красной Звезды;
- орден Славы 3-й степени;
- медали.